# Rhescuporis Ier
Pour les articles homonymes, voir Rhescuporis.
Rhescuporis Ier (en grec ancien : Ῥαισκούπορις Αʹ), également connu sous le nom de Rascypolis, Rhascoupolis ou encore Rhascupolis, est un roi thrace des Sapéens, qui co-règne avec son frère Rhascus de 48 à 42 av. J.-C.
Il est le fils et successeur de Cotys V (en) dit fils de Penthée et le père et prédécesseur de Cotys VI.

## Biographie
Il est souvent mentionné dans le récit de la guerre civile entre Jules César et Pompée puis dans celle des triumvirs contre Brutus et Cassius, guerres auxquelles il participe aux côtés des vaincus.
C'est un prince, comme son frère Rhascus, qui appartient à la famille qui règne sur les Thraces Sapéens et possède toute la région maritime située à l'est de la rivière Strymon jusqu'à la Chersonèse de Thrace.
En 49 av. J.-C., Rhescuporis porte secours à Pompée avec plusieurs autres princes thraces. Selon César, il est accompagné d'une armée de deux cents valeureux cavaliers.
Plus tard, aux environs de l'année 42 av. J.-C., il prend le parti des républicains contre les triumvirs, le joignant avec trois mille cavaliers, tandis que son frère Rhascus se range du côté d'Octave et Marc Antoine, avec autant de cavaliers. Les deux frères ne sont pas d'accord sur l'alliance à faire, feignent de se haïr mais se placent dans les deux camps, et ainsi l'un des deux s'assure d'être aux côtés des vainqueurs, ce qui leur permettrait de conserver la possession de leurs États. Rhescuporis combat avec ferveur contre les triumvirs tant que la bataille est indécise, mais dès que la défaite est prononcée, il se joint à son frère qui le fait rentrer en grâce auprès d'Octave et Marc Antoine.
Il n'y a plus de traces de ce prince dans l'histoire après cet évènement.

## Hommage et postérité
La crique de Rhescuporis (en), située sur l'Île Livingston dans les îles Shetland du Sud (Antarctique), est nommée ainsi en hommage à Rhescuporis Ier.

## Famille

### Mariage et enfants
De son mariage avec une femme inconnue, il eut :
- Cotys VI.

### Sources partielles
- « Rhescuporis Ier », Charles Weiss, Biographie universelle, ou Dictionnaire historique contenant la nécrologie des hommes célèbres de tous les pays, 1841 [détail des éditions].
- (en) Ian Mladjov, de l'Université du Michigan, liste des rois odrysiens de Thrace.
- (en) collection of Greek Coins of Thrace, Index des rois, site hourmo.eu.